# Querida Nancy
Querida Nancy es una película documental mexicana de 2021, dirigida y escrita por Olivia Peregrino, enfocada en la periodista, actriz y activista mexicana Nancy Cárdenas.
El documental, realizado a lo largo de 6 años y con producción independiente, fue parte de la selección oficial del Festival Internacional de Cine de Monterrey en 2021, dentro de la categoría de Largometraje Documental Mexicano y el Festival Cuórum de Morelia en 2022. Tuvo su estreno en la Cineteca Nacional el 14 de octubre de 2022.

## Sinopsis
El documental propone una visión integral de la directora de teatro, actriz y poeta Nancy Cárdenas, una mujer fuerte, aguerrida y seductora que, en los años setenta, rompió las puertas del clóset lésbico en México y abrió el camino en la lucha por los derechos LGBT+. La producción usa el archivo audiovisual que la misma Cárdenas donó, antes de su muerte, al Centro de Investigación Teatral Rodolfo Usigli (CITRU), y cuenta con entrevistas a distintas personas que fueron cercanas a Cárdenas y activistas por los derechos LGBT+.

## Producción
Desde que arrancó el proyecto, Olivia Peregrino planteó el documental como un documento histórico para la comunidad LGBT+. La producción y posproducción duró 6 años debido a que fue realizada con recursos propios y con el apoyo de la comunidad LGBT+.En entrevista previo al estreno en la Cineteca Nacional, Peregrino compartió su motivación para realizar el documental:

El hecho de retratar a personas con la misma orientación sexual que yo es un tema que me toca de una manera muy profunda. Cuando yo era niña nunca tuve esa oportunidad de reconocerme en alguien más, ya fuera en los medios, la literatura o el cine. Debido a esta falta de visibilidad es que las personas LGBT siguen enfrentando rechazo y violencia por parte de la sociedad. Por eso, como fotógrafa, me dedicó a representar visualmente a mujeres y hombres gay, lesbianas y transgénero”.

La cineasta entrevistó a familiares y amigos de la activista coahuilense, quien completó estudios superiores en la UNAM, la Universidad de Yale y en Lodz, Polonia, a pesar de las restricciones de la época. El documental incluye la entrevista que tuvo, en 1973, en el programa 24 horas de Jacobo Zabludovsky para defender a un trabajador despedido de una tienda departamental por ser gay y en la que salió del clóset en el programa en vivo, por televisión nacional, así como su trayectoria en el movimiento feminista.

## Premios y reconocimientos
En el Festival Internacional de Cine de Monterrey, el documental recibió el Cabrito de Plata a Mejor Largometraje de Nuevo León en una ceremonia virtual, a raíz de la pandemia COVID-19.